# Asplenium ledermanni
Asplenium ledermanni är en svartbräkenväxtart som beskrevs av Georg Hans Emmo Wolfgang Hieronymus. Asplenium ledermanni ingår i släktet Asplenium och familjen Aspleniaceae. Inga underarter finns listade.